# Skała (powiat strzeliński)
Skała (do 2009 Skalice) – kolonia w Polsce, w województwie dolnośląskim, w powiecie strzelińskim, w gminie Kondratowice. 
Do 2023 r. miejscowość była przysiółkiem wsi Gołostowice.
Jest to najmniejsze skupisko ludzi w gminie, stoją tam dwa budynki mieszkalne, mieszka ok. 30 ludzi. Większość budynków to pozostałości po magazynach PGR.
W latach 1975–1998 przysiółek administracyjnie należał do województwa wrocławskiego.